# Flickornas slalom i alpin skidåkning vid olympiska vinterspelen för ungdomar 2020
Flickornas slalom i alpin skidåkning vid olympiska vinterspelen för ungdomar 2020 hölls på Les Diablerets Alpine Centre, Schweiz, den 14 januari 2020.

## Resultat
Tävlingen startade med första åket klockan 09:30 och fortsatte med andra åket klockan 13:45.
| Pl. | Nr | Namn                        | Nation                  | Tid 1           | Pl. 1           | Tid 2           | Pl. 2           | Totalt          | Skillnad        |
| --- | -- | --------------------------- | ----------------------- | --------------- | --------------- | --------------- | --------------- | --------------- | --------------- |
| 1   | 3  | Emma Sahlin                 | Sverige                 | 45,25           | 2               | 44,57           | 4               | 1.29,82         |                 |
| 2   | 15 | Lena Volken                 | Schweiz                 | 45,22           | 1               | 44,78           | 6               | 1.30,00         | +0,18           |
| 3   | 19 | Lara Klein                  | Tyskland                | 45,63           | 5               | 44,62           | 5               | 1.30,25         | +0,43           |
| 4   | 6  | Wilma Marklund              | Sverige                 | 46,16           | 7               | 44,33           | 1               | 1.30,49         | +0,67           |
| 5   | 7  | Hanna Aronsson Elfman       | Sverige                 | 45,49           | 3               | 45,31           | 10              | 1.30,80         | +0,98           |
| 6   | 22 | Carla Mijares               | Andorra                 | 45,91           | 6               | 44,90           | 7               | 1.30,81         | +0,99           |
| 7   | 8  | Rosa Pohjolainen            | Finland                 | 46,45           | 11              | 44,47           | 2               | 1.30,92         | +1,10           |
| 8   | 32 | Teresa Fritzenwallner       | Österrike               | 46,86           | 13              | 44,49           | 3               | 1.31,35         | +1,53           |
| 9   | 29 | Anastasia Trofimova         | Ryssland                | 46,21           | 8               | 45,94           | 14              | 1.32,15         | +2,33           |
| 10  | 20 | Maria Niederndorfer         | Österrike               | 47,18           | 16              | 44,98           | 8               | 1.32,16         | +2,34           |
| 11  | 14 | Chiara Pogneaux             | Frankrike               | 46,53           | 12              | 45,64           | 12              | 1.32,17         | +2,35           |
| 12  | 33 | Malin Sofie Sund            | Norge                   | 46,43           | 10              | 46,67           | 16              | 1.33,10         | +3,28           |
| 13  | 2  | Nicola Rountree-Williams    | USA                     | 47,29           | 18              | 45,84           | 13              | 1.33,13         | +3,31           |
| 14  | 11 | Alizée Dahon                | Frankrike               | 48,40           | 22              | 45,24           | 9               | 1.33,64         | +3,82           |
| 15  | 35 | Rebeka Jančová              | Slovakien               | 48,41           | 23              | 45,60           | 11              | 1.34,01         | +4,19           |
| 16  | 44 | Alica Calaba                | Italien                 | 48,21           | 20              | 46,61           | 15              | 1.34,82         | +5,00           |
| 17  | 21 | Nika Murovec                | Slovenien               | 47,28           | 17              | 47,56           | 20              | 1.34,84         | +5,02           |
| 18  | 40 | Cathinka Lunder             | Norge                   | 48,08           | 19              | 46,99           | 18              | 1.35,07         | +5,25           |
| 19  | 27 | Delia Durrer                | Schweiz                 | 48,34           | 21              | 47,02           | 19              | 1.35,36         | +5,54           |
| 20  | 41 | Sophie Foster               | Storbritannien          | 49,29           | 28              | 47,76           | 21              | 1.37,05         | +7,23           |
| 21  | 47 | Julia Zlatkova              | Bulgarien               | 49,03           | 26              | 48,54           | 23              | 1.37,57         | +7,75           |
| 22  | 39 | Kristiane Rør Madsen        | Danmark                 | 51,37           | 34              | 46,76           | 17              | 1.38,13         | +8,31           |
| 23  | 48 | Christina Bühler            | Liechtenstein           | 50,77           | 32              | 47,96           | 22              | 1.38,73         | +8,91           |
| 24  | 28 | Yuka Wakatsuki              | Japan                   | 49,79           | 29              | 48,98           | 25              | 1.38,77         | +8,95           |
| 25  | 38 | Maisa Kivimäki              | Finland                 | 50,80           | 33              | 48,67           | 24              | 1.39,47         | +9,65           |
| 26  | 46 | Esperanza Pereyra           | Argentina               | 50,70           | 31              | 49,03           | 26              | 1.39,73         | +9,91           |
| 27  | 24 | Zoe Michael                 | Australien              | 49,95           | 30              | 51,99           | 30              | 1.41,94         | +12,12          |
| 28  | 51 | Emma Austin                 | Irland                  | 51,66           | 35              | 50,36           | 27              | 1.42,02         | +12,20          |
| 29  | 61 | Abigail Vieira              | Trinidad och Tobago     | 53,73           | 36              | 51,88           | 29              | 1.45,61         | +15,79          |
| 30  | 54 | Maria Nikoleta Kaltsogianni | Grekland                | 54,97           | 37              | 54,55           | 31              | 1.49,52         | +19,70          |
| 31  | 58 | Katie Crawford              | Nya Zeeland             | 1.00,56         | 38              | 51,50           | 28              | 1.52,06         | +22,24          |
| 32  | 71 | Audrey King                 | Hongkong                | 1.02,12         | 39              | 1.00,58         | 32              | 2.02,70         | +32,88          |
| 33  | 68 | Ana Wahleithner             | Filippinerna            | 1.02,20         | 40              | 1.01,67         | 33              | 2.03,87         | +34,05          |
| 34  | 72 | Tamara Popović              | Montenegro              | 1.06,97         | 42              | 1.05,30         | 34              | 2.12,27         | +42,45          |
| 35  | 75 | Nichakan Chinupun           | Thailand                | 1.08,30         | 44              | 1.08,52         | 35              | 2.16,82         | +47,00          |
| 36  | 67 | Lee Wen-yi                  | Kinesiska Taipei        | 1.11,97         | 45              | 1.13,87         | 36              | 2.25,84         | +56,02          |
| 37  | 73 | Hanle van der Merwe         | Sydafrika               | 1.17,60         | 47              | 1.17,48         | 37              | 2.35,08         | +1.05,26        |
| 38  | 1  | Sophie Mathiou              | Italien                 | 49,07           | 27              | Fullföljde inte | Fullföljde inte | Fullföljde inte | Fullföljde inte |
| 38  | 4  | Emma Resnick                | USA                     | 46,97           | 14              | Fullföljde inte | Fullföljde inte | Fullföljde inte | Fullföljde inte |
| 38  | 12 | Dženifera Ģērmane           | Lettland                | 46,32           | 9               | Fullföljde inte | Fullföljde inte | Fullföljde inte | Fullföljde inte |
| 38  | 13 | Amanda Salzgeber            | Österrike               | 45,62           | 4               | Fullföljde inte | Fullföljde inte | Fullföljde inte | Fullföljde inte |
| 38  | 18 | Annette Belfrond            | Italien                 | 47,08           | 15              | Fullföljde inte | Fullföljde inte | Fullföljde inte | Fullföljde inte |
| 38  | 25 | Amélie Klopfenstein         | Schweiz                 | 48,57           | 24              | Fullföljde inte | Fullföljde inte | Fullföljde inte | Fullföljde inte |
| 38  | 26 | Vanina Guerillot            | Portugal                | 48,91           | 25              | Fullföljde inte | Fullföljde inte | Fullföljde inte | Fullföljde inte |
| 38  | 64 | Mina Baştan                 | Turkiet                 | 1.04,04         | 41              | Fullföljde inte | Fullföljde inte | Fullföljde inte | Fullföljde inte |
| 38  | 74 | Valeriya Kovaleva           | Uzbekistan              | 1.07,65         | 43              | Fullföljde inte | Fullföljde inte | Fullföljde inte | Fullföljde inte |
| 38  | 76 | Maria Issa                  | Libanon                 | 1.15,13         | 46              | Fullföljde inte | Fullföljde inte | Fullföljde inte | Fullföljde inte |
| 38  | 5  | Caitlin McFarlane           | Frankrike               | Fullföljde inte | Fullföljde inte | Fullföljde inte | Fullföljde inte | Fullföljde inte | Fullföljde inte |
| 38  | 9  | Sarah Brown                 | Kanada                  | Fullföljde inte | Fullföljde inte | Fullföljde inte | Fullföljde inte | Fullföljde inte | Fullföljde inte |
| 38  | 16 | Anja Oplotnik               | Slovenien               | Fullföljde inte | Fullföljde inte | Fullföljde inte | Fullföljde inte | Fullföljde inte | Fullföljde inte |
| 38  | 17 | Zita Tóth                   | Ungern                  | Fullföljde inte | Fullföljde inte | Fullföljde inte | Fullföljde inte | Fullföljde inte | Fullföljde inte |
| 38  | 23 | Sofia Zitzmann              | Tyskland                | Fullföljde inte | Fullföljde inte | Fullföljde inte | Fullföljde inte | Fullföljde inte | Fullföljde inte |
| 38  | 30 | Noa Szollos                 | Israel                  | Fullföljde inte | Fullföljde inte | Fullföljde inte | Fullföljde inte | Fullföljde inte | Fullföljde inte |
| 38  | 31 | Jana Suau                   | Spanien                 | Fullföljde inte | Fullföljde inte | Fullföljde inte | Fullföljde inte | Fullföljde inte | Fullföljde inte |
| 38  | 34 | Daisi Daniels               | Storbritannien          | Fullföljde inte | Fullföljde inte | Fullföljde inte | Fullföljde inte | Fullföljde inte | Fullföljde inte |
| 38  | 36 | Sofía Saint Antonin         | Argentina               | Fullföljde inte | Fullföljde inte | Fullföljde inte | Fullföljde inte | Fullföljde inte | Fullföljde inte |
| 38  | 37 | Matilde Schwencke           | Chile                   | Fullföljde inte | Fullföljde inte | Fullföljde inte | Fullföljde inte | Fullföljde inte | Fullföljde inte |
| 38  | 42 | Lina Knifič                 | Slovenien               | Fullföljde inte | Fullföljde inte | Fullföljde inte | Fullföljde inte | Fullföljde inte | Fullföljde inte |
| 38  | 45 | Esma Alić                   | Bosnien och Hercegovina | Fullföljde inte | Fullföljde inte | Fullföljde inte | Fullföljde inte | Fullföljde inte | Fullföljde inte |
| 38  | 49 | Sara Madelene Marøy         | Norge                   | Fullföljde inte | Fullföljde inte | Fullföljde inte | Fullföljde inte | Fullföljde inte | Fullföljde inte |
| 38  | 50 | Zoja Grbović                | Serbien                 | Fullföljde inte | Fullföljde inte | Fullföljde inte | Fullföljde inte | Fullföljde inte | Fullföljde inte |
| 38  | 52 | Lee Hae-un                  | Sydkorea                | Fullföljde inte | Fullföljde inte | Fullföljde inte | Fullföljde inte | Fullföljde inte | Fullföljde inte |
| 38  | 53 | Adalbjörg Lilly Hauksdóttir | Island                  | Fullföljde inte | Fullföljde inte | Fullföljde inte | Fullföljde inte | Fullföljde inte | Fullföljde inte |
| 38  | 55 | Gabriela Hopek              | Polen                   | Fullföljde inte | Fullföljde inte | Fullföljde inte | Fullföljde inte | Fullföljde inte | Fullföljde inte |
| 38  | 56 | Mia Nuriah Freudweiler      | Pakistan                | Fullföljde inte | Fullföljde inte | Fullföljde inte | Fullföljde inte | Fullföljde inte | Fullföljde inte |
| 38  | 57 | Smiltė Bieliūnaitė          | Litauen                 | Fullföljde inte | Fullföljde inte | Fullföljde inte | Fullföljde inte | Fullföljde inte | Fullföljde inte |
| 38  | 59 | Diana Andreea Renţea        | Rumänien                | Fullföljde inte | Fullföljde inte | Fullföljde inte | Fullföljde inte | Fullföljde inte | Fullföljde inte |
| 38  | 60 | Isabella Davis              | Australien              | Fullföljde inte | Fullföljde inte | Fullföljde inte | Fullföljde inte | Fullföljde inte | Fullföljde inte |
| 38  | 62 | Kateryna Shepilenko         | Ukraina                 | Fullföljde inte | Fullföljde inte | Fullföljde inte | Fullföljde inte | Fullföljde inte | Fullföljde inte |
| 38  | 63 | Alexandra Troitskaya        | Kazakstan               | Fullföljde inte | Fullföljde inte | Fullföljde inte | Fullföljde inte | Fullföljde inte | Fullföljde inte |
| 38  | 65 | Georgia Epiphaniou          | Cypern                  | Fullföljde inte | Fullföljde inte | Fullföljde inte | Fullföljde inte | Fullföljde inte | Fullföljde inte |
| 38  | 66 | Sarah Escobar               | Ecuador                 | Fullföljde inte | Fullföljde inte | Fullföljde inte | Fullföljde inte | Fullföljde inte | Fullföljde inte |
| 38  | 69 | Artemis Hoseyni             | Iran                    | Fullföljde inte | Fullföljde inte | Fullföljde inte | Fullföljde inte | Fullföljde inte | Fullföljde inte |
| 38  | 70 | Daniela Payen               | Mexiko                  | Fullföljde inte | Fullföljde inte | Fullföljde inte | Fullföljde inte | Fullföljde inte | Fullföljde inte |
| 38  | 78 | Nino Kurtanidze             | Georgien                | Fullföljde inte | Fullföljde inte | Fullföljde inte | Fullföljde inte | Fullföljde inte | Fullföljde inte |
| 38  | 10 | Alice Marchessault          | Kanada                  | Diskvalificerad | Diskvalificerad | Diskvalificerad | Diskvalificerad | Diskvalificerad | Diskvalificerad |
| 38  | 43 | Barbora Nováková            | Tjeckien                | Startade inte   | Startade inte   | Startade inte   | Startade inte   | Startade inte   | Startade inte   |
| 38  | 77 | Era Shala                   | Kosovo                  | Startade inte   | Startade inte   | Startade inte   | Startade inte   | Startade inte   | Startade inte   |